# Електромагнітний потенціал
Електромагнітний 4-потенціал — це контраваріантний 4-вектор, часовою компонентою якого є скалярний потенціал {\displaystyle \ \varphi }, а просторовою — векторний потенціал {\displaystyle \ \mathbf {A} } (всі формули на цій сторінці дані у системі СГС). Таким чином,
{\displaystyle \ A^{\alpha }=(\varphi ,\mathbf {A} )}.

## Введення компонент 4-потенціалу і отримання рівнянь на них
Рівняння Максвелла
{\displaystyle \ (\nabla \cdot \mathbf {B} )}
можна тотожньо задовольнити, якщо ввести векторний потенціал {\displaystyle \ \mathbf {A} } як
{\displaystyle \ \mathbf {B} =[\nabla \times \mathbf {A} ]}.
Підставивши цей вираз для {\displaystyle \ \mathbf {B} } у рівняння для ротора напруженості електричного поля, можна отримати
{\displaystyle \ \mathbf {B} =[\nabla \times \mathbf {A} ]\Rightarrow [\nabla \times \mathbf {E} ]+{\frac {1}{c}}{\frac {\partial \mathbf {B} }{\partial t}}=\left[\nabla \times \left(\mathbf {E} +{\frac {1}{c}}{\frac {\partial \mathbf {A} }{\partial t}}\right)\right]=0\Rightarrow \mathbf {E} =-\nabla \varphi -{\frac {1}{c}}{\frac {\partial \mathbf {A} }{\partial t}}\qquad (.1)},
де введений скалярний потенціал {\displaystyle \ \varphi }. Тепер можна переписати вираз для сили, що діє на заряд, що рухається, у електромагнітному полі, за допомогою виразів, отриманих для потенціалів:
{\displaystyle \ \mathbf {F} =q\mathbf {E} +{\frac {q}{c}}[\mathbf {v} \times \mathbf {B} ]=-q\nabla \varphi -{\frac {q}{c}}{\frac {\partial \mathbf {A} }{\partial t}}+{\frac {q}{c}}[\mathbf {v} \times [\nabla \times \mathbf {A} ]]}.
Використовуючи, знову ж таки, векторний потенціал і {\displaystyle \ (.1)}, можна переписати також рівняння для ротора індукції магнітного поля і для дивергенції напруженості електричного поля:
{\displaystyle \ [\nabla \times \mathbf {B} ]=[\nabla \times [\nabla \times \mathbf {A} ]]=\nabla (\nabla \cdot \mathbf {A} )-\Delta \mathbf {A} ={\frac {4\pi }{c}}\mathbf {j} +{\frac {1}{c}}{\frac {\partial }{\partial t}}\left(-\nabla \varphi -{\frac {1}{c}}{\frac {\partial \mathbf {A} }{\partial t}}\right)\Rightarrow }
{\displaystyle \ \Rightarrow \left({\frac {1}{c^{2}}}{\frac {\partial ^{2}}{\partial t^{2}}}-\Delta \right)\mathbf {A} +\nabla \left({\frac {1}{c}}{\frac {\partial \varphi }{\partial t}}+(\nabla \cdot \mathbf {A} )\right)=\square \mathbf {A} +\nabla \left({\frac {1}{c}}{\frac {\partial \varphi }{\partial t}}+(\nabla \cdot \mathbf {A} )\right)={\frac {4\pi }{c}}\mathbf {j} \qquad (.2)},
{\displaystyle \ (\nabla \cdot \mathbf {E} )=-\Delta \varphi -{\frac {1}{c}}{\frac {\partial }{\partial t}}(\nabla \cdot \mathbf {A} )=\left({\frac {1}{c^{2}}}{\frac {\partial ^{2}}{\partial t^{2}}}-\Delta \right)\varphi -{\frac {1}{c}}{\frac {\partial }{\partial t}}\left({\frac {1}{c}}{\frac {\partial \varphi }{\partial t}}+(\nabla \cdot \mathbf {A} )\right)=\square \varphi -{\frac {1}{c}}{\frac {\partial }{\partial t}}\left({\frac {1}{c}}{\frac {\partial \varphi }{\partial t}}+(\nabla \cdot \mathbf {A} )\right)=4\pi \rho \qquad (.3)}.
Якщо задовольнити умову
{\displaystyle \ {\frac {1}{c}}{\frac {\partial \varphi }{\partial t}}+(\nabla \cdot \mathbf {A} )=0}
(умова калібрування Лоренца), то вирази набудуть більш простого вигляду:
{\displaystyle \ \square \mathbf {A} =4\pi \mathbf {j} ,\quad \square \varphi =4\pi \rho \qquad (.4)}.
Такі рівняння називаються рівняннями д'Аламбера.

## Компоненти потенціалу як єдиний 4-вектор
Ідентичність двох рівнянь з {\displaystyle \ (.4)} дозволяє припустити, що і в лівій, і в правій частині знаходяться компоненти двох 4-векторів: {\displaystyle \ A^{\alpha }=(\varphi ,\mathbf {A} ),\quad \mathbf {j} ^{\alpha }=(c\rho ,\mathbf {j} )}. Тоді рівняння {\displaystyle \ (.4)} можуть бути записані як одне:
{\displaystyle \ \square A^{\alpha }=4\pi j^{\alpha }},
причому перетворення Лоренца для компонент можуть бути записані як
{\displaystyle \ \mathbf {\varphi } '=\gamma \left(\varphi -{\frac {(\mathbf {u} \cdot \mathbf {A} )}{c}}\right),\quad \mathbf {A} '=\mathbf {A} +\Gamma {\frac {\mathbf {u} }{c^{2}}}(\mathbf {A} \cdot \mathbf {u} )-{\frac {\gamma }{c}}\mathbf {u} \mathbf {\varphi } }.
Для доведення цього достатньо показати, що векторний і скалярний потенціали перетворюються як компоненти 4-вектора.

## Розв'язок рівнянь д'Аламбера для компонент потенціалу
Отримані рівняння д'Аламбера можна розв'язати із наступних міркувань.
Загальний розв'язок рівнянь Пуассона для {\displaystyle \ \mathbf {A} ,\varphi } дається інтегралами
{\displaystyle \ \mathbf {A} =\int {\frac {\mathbf {j} (\mathbf {r} )d^{3}\mathbf {r} }{|\mathbf {x} -\mathbf {r} |}},\quad \varphi =\int {\frac {\rho (\mathbf {r} )d^{3}\mathbf {r} }{|\mathbf {x} -\mathbf {r} |}}}.
У неоднорідному нестаціонарному випадку густина заряду і струму увесь час змінюється, причому інформація про це досягає спостерігача лише за час {\displaystyle \ t={\frac {|\mathbf {x} -\mathbf {r} |}{c}}}. Оскільки, окрім того, у рівнянні д'Аламбера присутня похідна по часу, то природно, що розв'язок цього рівняння для скалярного потенціалу і для кожної компоненти векторного потенціалу залежить не тільки від {\displaystyle \ \mathbf {r} }, а й від {\displaystyle \ t=\tau -{\frac {|\mathbf {x} -\mathbf {r} |}{c}}}, що виражає час запізнення: {\displaystyle \ \rho =\rho \left(\mathbf {r} ,t-{\frac {|\mathbf {x} -\mathbf {r} |}{c}}\right)}. Тоді можна допустити, що розв'язком рівняння д'Аламбера є той же інтеграл Пуассона, проте тепер густина є функцією і від часу. Наприклад, для {\displaystyle \ \rho }:
{\displaystyle \ \varphi =\varphi _{0}+\int {\frac {\rho \left(\mathbf {r} ,\tau -{\frac {|\mathbf {x} -\mathbf {r} |}{c}}\right)d^{3}\mathbf {r} }{|\mathbf {x} -\mathbf {r} |}}},
де {\displaystyle \ \varphi _{0}} — функція, що задовільняє хвильовому рівнянню.